# Indomalayia
Indomalayia is een geslacht van vlinders van de familie snuitmotten (Pyralidae).

## Soorten
- I. flabellifera (Hampson, 1896)
- I. melanella Roesler, 1983